# داغ ماشان‌لی
داغ ماشان‌لی (ترکی آذربایجانی: Dağ Maşanlı) یک منطقهٔ مسکونی در جمهوری آرتساخ است که در استان هادروت واقع شده‌است.